# Елсуърт (планина)
Планината Елсуърт (на английски: Ellsworth Mountains) е най-високата планина на континента Антарктида, разположена в Западна Антарктида, Земя Елсуърт. Простира се на 360 km от север на юг между 77° и 80° ю.ш. и на близо 100 km от изток на запад между 82° и 88° з.д., западно от големия шелфов ледник Едит Роне. Изградена е основно от глинести шисти, филити, пясъчници, кварцити и конгломерати. Състои се от две главни планински вериги Сентинел на север и Харитидж на юг, разделени от големите долинни ледници Минесота и Нимиц. В хребета Сентинел се издига най-високата точка на континента Антарктида – масива Винсън 4892 m (78°35′ ю. ш. 85°35′ з. д. / 78.583333° ю. ш. 85.583333° з. д.). Други по-високи върхове са: Тайри 4852 m, Андерсън, Джовинето и др. От планината надолу към шелфовия ледник Едит Роне се спускат мощни долинни ледници – Минесота, Нимиц, Ретфорд, Томас, Хас, Дейтър, Елен, Амбре, Нюкомир и др.
Планината е открита на 23 ноември 1935 г. по време на разузнавателен полет на ръководителят на американската антарктическа експедиция Линкълн Елсуърт, която по-късно е наименувана в негова чест. Впоследствие, през 1958 – 1966 планината е детайлно картирана от американски картографи на базата на направените множество аерофотоснимки.
- Северната част на хребета Сентинел
- Централната и южна част на храбена Сентинел
- Северната част на хребета Харитидж
- Южната част на хребета Харитидж